# Indian River
Indian River es un lugar designado por el censo ubicado en el condado de Cheboygan en el estado estadounidense de Míchigan. En el Censo de 2010 tenía una población de 1959 habitantes y una densidad poblacional de 37,39 personas por km².

## Geografía
Indian River se encuentra ubicado en las coordenadas 45°26′2″N 84°37′18″O / 45.43389, -84.62167. Según la Oficina del Censo de los Estados Unidos, Indian River tiene una superficie total de 52.39 km², de la cual 33.33 km² corresponden a tierra firme y (36.38%) 19.06 km² es agua.

## Demografía
Según el censo de 2010, había 1959 personas residiendo en Indian River. La densidad de población era de 37,39 hab./km². De los 1959 habitantes, Indian River estaba compuesto por el 95.97% blancos, el 0.1% eran afroamericanos, el 1.89% eran amerindios, el 0.31% eran asiáticos, el 0.05% eran isleños del Pacífico, el 0.36% eran de otras razas y el 1.33% pertenecían a dos o más razas. Del total de la población el 0.92% eran hispanos o latinos de cualquier raza.